# Ellie Baker
Ellie Baker (3 de junio de 1998) es una deportista de Reino Unido que compite en atletismo. Ganó una medalla de plata en el Campeonato Europeo de Atletismo Sub-23 de 2019, en la prueba de 800 m.